# Scarlet (chanson)
Pour les articles homonymes, voir Scarlet.
Singles de The Rolling Stones
Living in a Ghost Town
(2020) Angry
(2023)
Scarlet est une chanson du groupe de rock britannique The Rolling Stones avec le guitariste Jimmy Page. La chanson est sortie via Polydor en tant que single de la réédition de l'album Goats Head Soup de 1973, le 22 juillet 2020.

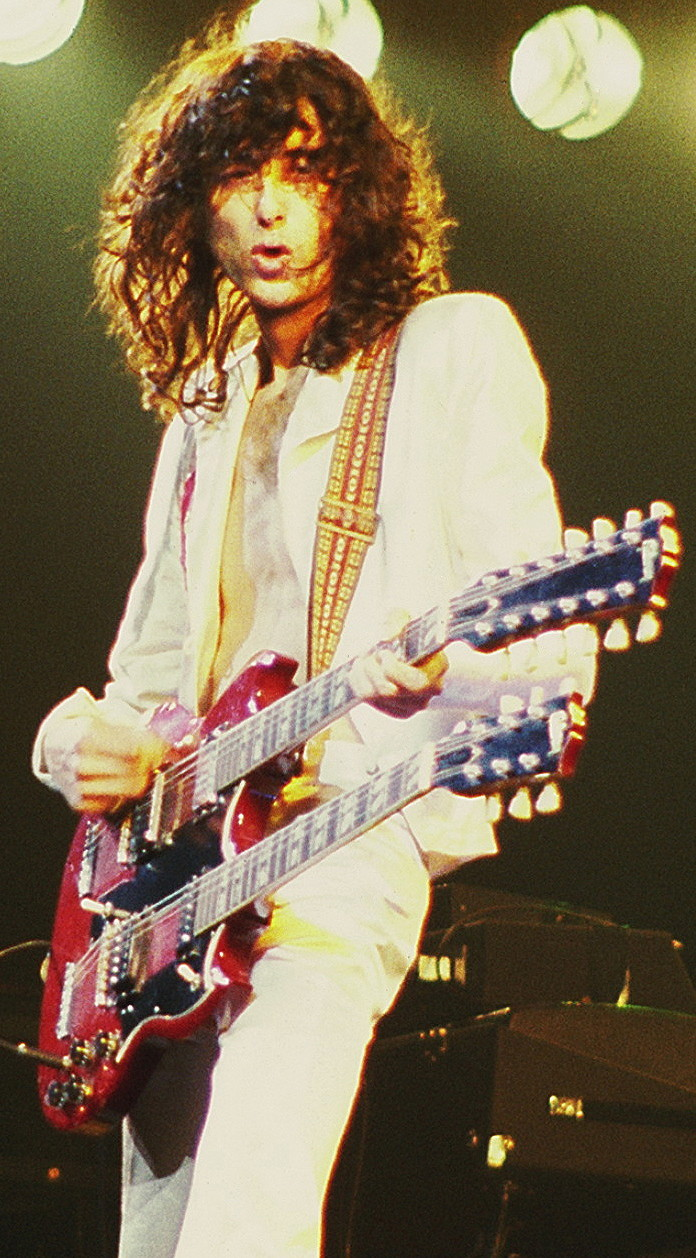
Jimmy Page (ici en 1977) a participé à l'enregistrement de la chanson.

## Historique et composition
Scarlet est écrite par Mick Jagger, composée par Keith Richards et produite par Jimmy Miller. Il est décrit comme "une chansonnette brute, rugueuse, molle et en fait plutôt douce avec une sensation de reggae poisseuse et beaucoup de guitares". Les paroles racontent "une fille nommée Scarlet qui fait du tort à [Mick Jagger]". Elle a été enregistrée en octobre 1974.
Dans une interview, Keith Richards se souvenait s'être rendu aux studios Olympic à la fin d'une session de mixage de l'album Physical Graffiti du groupe de rock Led Zeppelin, après quoi leur guitariste, Jimmy Page, "l'a invité à rester". Si les deux hommes ont joué la chanson, elle ne sera enregistrée que quelques jours plus tard lors d'une session organisée avec Mick Jagger, Keith Richards et Jimmy Page dans le sous-sol de l'immeuble de Ron Wood (guitariste de Rod Stewart au sein des Faces et en solo et futur membre des Rolling Stones) où ce dernier disposait d'un studio,.
On pense qu'il porte le titre de la fille de Jimmy Page, Scarlet. Lorsqu'on lui a demandé pourquoi elle n'était pas sortie pendant près de 50 ans, Mick Jagger a déclaré que la chanson "n'était pas vraiment un enregistrement des Rolling Stones".

## Remixes
Le 14 août 2020, le groupe a sorti un remix réalisé par le groupe de rock The War on Drugs, qui a introduit « un nouveau groove palpitant qui donne un tempo dédoublé pour le refrain ». Un deuxième remix, mettant en vedette le groupe de rock The Killers et le DJ Jacques Lu Cont, est sorti le 28 août. Cela impliquait « une ouverture résonante et réverbérante » et « des couches de touches symphoniques ».

## Clip
Le clip met en vedette l'acteur irlandais Paul Mescal. Il a été tourné dans l'hôtel Claridge's à Londres, avec une distanciation sociale. Il représente l'acteur dans des chambres d'hôtel et des bars vides, laissant au personnage principal des messages vocaux désolés, buvant, dansant et s'effondrant finalement dans le hall. Le clip est réalisé par Chris Barrett et Luke Taylor et est sorti le 6 août 2020.

## Crédits
Source : AllMusic :
The Rolling Stones
- Mick Jagger : chant, guitare
- Keith Richards : guitare

Musiciens additionnels
- Jimmy Page : guitare
- Ian Stewart : piano
- Ric Grech : basse
- Bruce Rowland : batterie

Équipe technique
- Jimmy Miller - production
- Howard Kilgour et Rod Thear : ingénieurs du son

## Classements
| Classement (2020)              | Meilleure position |
| ------------------------------ | ------------------ |
| États-Unis (Alternative Songs) | 31                 |